# 楊井克巳
楊井 克巳（やない かつみ、1903年11月8日 - 1997年9月14日）は、日本の経済学者、東京大学名誉教授。

## 経歴
1903年、山口県生まれ。旧制山口高等学校を経て、東京帝国大学経済学部に進む。大学では矢内原忠雄に師事した。
太平洋戦争後、東京大学経済学部教授となり、経済学部長をつとめた。1959年、「アメリカ帝国主義史論」を提出して経済学博士号を取得。1964年に東京大学を定年退官し、名誉教授となった。その後も日本大学教授、立正大学教授、帝京大学教授として教鞭をとり、1990年に退職した。

## 受賞・栄典
- 1974年：勲三等旭日中綬章を受章[1]。

## 著書
- 『蒙古資源経済論』 三笠書房 1941 (現代学芸全書)
- 『東印度会社研究』 生活社 1943
- 『重商主義植民政策論』 角川書店 1950 (経済選書)
- 『国際経済概論』 東京大学出版部 1951 (東京大学講義経済学部)
- 『アメリカ帝国主義史論』 東京大学出版会 1959
- 『国際経済の窓』 有信堂 1960 (文化新書)
- 『概説国際経済論』 東京大学出版会 1965
- 『世界経済の曲り角』 東京大学出版会 1972 (UP選書)

## 共著編
- 『国際経済論』 矢内原忠雄共著 弘文堂 1955 (経済学全集)
- 『世界経済論』 東京大学出版会 1961 (経済学大系)
- 『国際経済論』 高文社 1961 (経済学ハンドブック)
- 『現代世界経済論』 石崎昭彦共編 東京大学出版会 1973
- 『現代国際経済』 石崎昭彦共編 東京大学出版会 1984.5

## 翻訳
- 『太平洋諸島の労働事情』 J.A.デッカー 生活社 1942
- 『新疆紀遊』 呉藹宸 興亜書局 1943
- 『新社会観』 ロバアト・オウエン 1954 (岩波文庫)
- 『資本輸出論』 C.K.ホブソン 日本評論社 1968 (日評経済学名著選)
- 『国際投資論』 中西直行共訳 日本評論社 1970 (経済学名著選)

## 記念論集
- 帝国主義下の国際経済 楊井克巳博士還暦記念論文集 大塚久雄,武田隆夫編 東京大学出版会 1967